# Аппо, Джордж

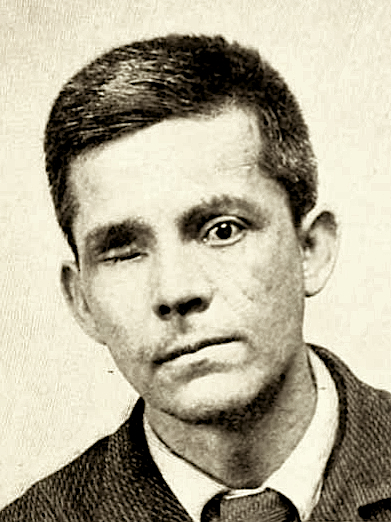
Фотография 1893 года после ранения.

Джордж Вашингтон Аппо (англ. George Washington Appo; 4 июля 1856, Нью-Хейвен, штат Коннектикут — 17 мая 1930, Нью-Йорк) — американский преступник, получивший впоследствии известность как разоблачитель множества «тайн» преступного мира Нью-Йорка конца XIX века.
Родился в китайско-ирландской семье. Его отец, Квимбо Аппо, в 1847 году эмигрировал в Сан-Франциско из провинции Чжэцзян, был золотоискателем и спустя несколько лет отправился на восточное побережье США, где жил в Бостоне, Нью-Йорке и Нью-Хейвене. В 1854 году он женился на эмигрантке из Дублина Кэтрин Фитцпатрик, а в 1856 году, через несколько недель после рождения сына, они переехали из Нью-Хейвена в Нью-Йорк, где поселились на Манхэттене. Квимбо занимался торговлей чаем и был известен своим жестоким нравом и нетерпимостью к пьянству, чем злоупотребляла его жена. В 1859 году, когда Джорджу было три года, Квимбо устроил в доме скандал с женой из-за её пьянства и хотел убить её; в итоге он убил свою квартирную хозяйку и служащего пансиона, где они жили, а также ранил ещё двух постояльцев, которые прибежали на шум и попытались остановить его. Первоначально Квимбо приговорили к смертной казни, затем изменили приговор на десять лет тюрьмы, но в итоге освободили досрочно, спустя четыре года. После этого Кэтрин решила бежать в Калифорнию, бросив сына одного, но погибла во время кораблекрушения. Квимбо не вернулся к воспитанию сына, в скором времени совершив несколько убийств, получив широкую известность в Нью-Йорке как преступник и будучи арестован вновь, закончив свои дни в 1912 году в сумасшедшем доме.
Джордж, таким образом, с семилетнего возраста рос один на улицах трущобного нью-йоркского района, известного под названием «Точки», хотя некоторое время воспитывался в какой-то эмигрантской семье. Он никогда не учился в школе и незначительные навыки чтения и письма приобрёл уже во взрослом возрасте, во время неоднократных тюремных заключений. Практически сразу же после потери матери он начал работать продавцом газет и чистильщиком обуви, а также попал под влияние Джорджа Долана, юного ирландца, бывшего главой уличной банды карманников. Аппо стал едва ли не самым талантливым учеником Долана и проявлял к карманным кражам не только большие способности, но и искреннее желание заниматься этим. Он рано пристрастился к алкоголю и опиуму, став, помимо карманных краж, промышлять торговлей наркотиками. Впервые был арестован в 1872 году и в тюрьме подвергался разнообразным издевательствам, но получил свободу спустя 14 месяцев за спасение сокамерника от утопления; однако уже в апреле 1874 года был арестован за карманные кражи снова и на этот раз приговорён к двум годам принудительных работ.
Впоследствии он не раз подвергался арестам и заключениям за кражи, торговлю наркотиками, мошенничество и покушения на убийство. С начала 1884 года присоединился к банде, промышлявшей нелегальными азартными играми с использованием костей и краплёных карт, быстро приобретя большие навыки в этом деле. Примерно в то же время вступил в группировку фальшивомонетчиков, что на ближайшие последующие годы стало его основным родом деятельности. На рубеже 1892—1893 годов получил пулевое ранение в живот и ножевое ранение в ходе разборок с конкурентами. 11 февраля 1893 года во время очередной сделки в городе Покипси двое «клиентов» внезапно напали на него, один из них выстрелил ему в лицо. Пуля пробила правый глаз и застряла в голове. В больнице Аппо удалили правый глаз, но не смогли извлечь пулю; несмотря на тяжесть ранения, он выжил. Представ уже спустя неделю перед судом, первоначально он был осуждён на 3 года и 2 месяца, но в итоге освобождён досрочно через 10 месяцев.
Выйдя из тюрьмы, Аппо решил изменить свою жизнь и стать честным человеком. В 1894 году он предложил свои услуги Кларенсу Лехову, нью-йоркскому сенатору, возглавлявшему при полиции Нью-Йорка комитет по борьбе с коррупцией, рассказав множество подробностей о подделке денег в Нью-Йорке и сообщив места их производства, но отказавшись назвать имена. В 1894—1895 годах на жизнь Аппо было совершено несколько покушений, включавшие избиения и ножевые ранения. Несмотря на то, что ему ни тогда, ни до конца его жизни не удалось справиться с алкоголизмом и наркоманией, следователь Фрэнк Мосс на некоторое время взял его к себе помощником в Общество по предупреждению преступности. Кроме того, с середины 1890-х годов Аппо выступал на сцене Бродвейского театра, играя самого себя в пьесе о собственной жизни его же авторства, имевшей большой успех у зрителей. В апреле 1895 года был вновь арестован за нападение на полицейского, но освобождён под залог. После этого, нарушив условия своего освобождения, уехал в Канаду, где в Торонто на него напал человек с мечом-тростью, после чего Аппо вернулся в Нью-Йорк. В августе он был вновь арестован за апрельский инцидент и провёл за решёткой 6 месяцев. После освобождения был вновь принят на работу в Общество по предупреждению преступности и даже выступал с соответствующими публичными лекциями. В июле 1896 года, однако, Аппо был вновь арестован, после того как напал с ножом на подошедшего к нему репортёра. В октябре того же года специальной комиссией врачей было исследовано физическое и психическое состояние Аппо; врачи диагностировали у него манию преследования вкупе с другими психическими расстройствами, а также туберкулёзный менингит. В итоге в декабре 1896 года Аппо был переведён в Мэтьювенский сумасшедший дом для преступников — то же учреждение, где с 1878 года содержался его отец. В июне 1899 года его признали вылечившимся и, несмотря на сопротивление отдельных чиновников, освободили.
Выйдя на свободу, Аппо попытался восстановить свои связи с полицией, предложив им в этот раз даже назвать имена многих известных ему преступников, однако полиция отказалась от его услуг. В октябре 1900 года он был в последний раз в жизни арестован, когда полицейские заметили его подозрительное поведение в толпе, наблюдавшей за пожаром, и заподозрили в карманничестве, но в итоге отпустили. В 1901 году Аппо на некоторое время был принят с ежемесячным жалованием в 15 долларов и оплатой проживания в комнате на должность клерка в Секстонское общество, занимавшееся реабилитацией бывших заключённых. В этот же период времени он начал давать интервью газетам и выступать за деньги с публичными лекциями о приёмах карманников и о том, как от них защититься; эти лекции пользовались большой популярностью. В 1916 году он, почти не умея писать, закончил работу над автобиографией толщиной почти в 100 страниц. Последние годы жизни он провёл в маленькой комнате в нью-йоркском квартале Адская кухня, жил в нищете и всеми забытый. В августе 1929 года, уже почти ослепший и оглохший, Аппо был доставлен в манхэттенскую больницу, где умер через восемь месяцев. Был похоронен на кладбище Манут-Хоп в округе Уэстчестер.